# 库乌拉·栋杜
库乌拉·栋杜（1888年—1932年），圖瓦人，20世纪初的唐努乌梁海佛教僧人，圖瓦人民共和國政治家，曾任共和國部长会议主席（总理）。
他最初是一個藏傳佛教喇嘛，後來成為一個受苏俄布爾什維克黨支持的團體的領袖，並於1921年宣佈唐努圖瓦獨立。他隨後组建圖瓦人民革命黨，並於1924年成為政府首脑。
意識到年輕的國家的脆弱性，栋杜尋求與蒙古人民共和國建立關係。他的僧人背景使他的國家與喇嘛關係很大，在1926年，栋杜把藏傳佛教定為國教，在11月將唐努圖瓦更名為圖瓦人民共和國。
蘇聯領導人斯大林發現棟杜並不依從蘇聯政策，而他的神權政治傾向更令他感到厭惡，違反了共產主義的國際主義和無神論原則。在1929年1月圖瓦人民革命黨中央委員會第二次全體會議上，五名曾在東方勞動者共產主義大學留學的圖瓦族學生被任命為圖瓦的特別委員。他們對斯大林的忠誠確保他們將實施蘇聯的政策，如集體化。在1929年1月圖瓦人民革命黨中央委員會第二次全體會議上，這5個學生發動政變，逮捕栋杜並解除他的權力。其中一個委員萨尔察克·托卡取代栋杜成為圖瓦人民革命黨实际最高领导人，后任總書記。同年栋杜也被處決。